# Horace François Sébastiani
Horace-François-Bastien,hrabě Sébastiani de la Porta (17. listopadu 1772, Porta u Bastie, Korsika – 20. července 1851, Paříž) byl francouzský generál a politik, maršál Francie.

## Mládí
Sebastiani byl synem krejčího Joseph-Marie Sebastianiho a jeho manželky (Pietra Francesca Alterice roz. Franceschi). Rodina byla vzdáleně příbuzná s Bonapartovými. Mladý Horace vyrůstal u svého strýce Louise Sebastianiho, který byl katolickým duchovním a roku 1802 se stal biskupem v Ajacciu (roku 1810 pak i baronem císařství). Strýc svého synovce připravoval k duchovní kariéře. Válka korsických klanů a nakonec revoluce tyto plány zhatila a Sebastianiové (stejně jako Bonapartové) museli opustit Korsiku. Horace vstoupil roku 1792 do armády. Jeho pluk pak roku 1793 byl posádkou na Korsice (poručík) a roku 1794 přešel k Alpské armádě, kde se v hodnosti kapitána stal pobočníkem generála Raphaela Casabiacy. S Alpskou armádou prožil i první Bonapartovo italské tažení a byl v bitvě u Dega zraněn (14. dubna 1796). Vyznamenal se dále v bitvě u Arcole (16.-17. listopadu 1796). I po skončení italského tažení zůstal v Itálii a sloužil pod generálem Moreauem. Po bitvě u Verony (26. března 1799) byl povýšen do hodnosti plukovníka.

## Konsulát a císařství

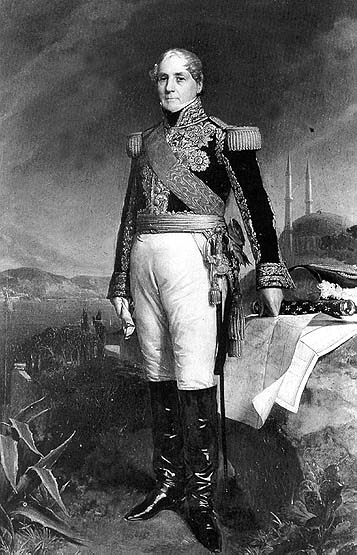
Maršál Horace François Bastien Sebastiani de la Porta (1772-1851)

Napoleonův převrat 18. brumaire (9. listopadu 1799) jej zastihl posádkou v Paříži a Sebastiani bezvýhradně Bonaparta podpořil, když asistoval s celým 9. plukem dragounů při násilné evakuaci poslanců ze Saint-Cloud. Bojoval u Marenga (14. června 1800) a poté spolu s Marmontem podepsali příměří v Trevisu. Uzavření Amienského míru (25. března 1802) odstartovalo jeho kariéru diplomatickou. Opustil armádu a byl pověřen (16. září 1802) vedením významné mise na Blízký východ, sledující dodržování podmínek Amienského míru. Navštívil Tripolis, Káhiru, Alexandrii, Saint Jean d'Acre (dnešní Akko) a Konstantinopol, (Istanbul). Během tohoto poselství osvědčil rozvážnost a jako diplomat se plně osvědčil. Po návratu opět vstoupil do armády 29. srpna 1803 a byl v hodnosti brigádního generála pověřen velením brigády dragounů v Boulogneském táboře. Během tažení roku 1805 se účastnil obkličovací akce u Ulmu (15. října 1805) dále pak boje u Hollabrunnu (16. listopadu 1805) a v bitvě u Slavkova (2. prosince 1805) byl těžce raněn. Za statečnost a výborné velitelské výsledky byl 21. prosince 1805 povýšen do hodnosti divizního generála. Po skončení tažení byl Sebastiani pověřen opět diplomatickým posláním a jmenován francouzským vyslancem v Turecku (2. května 1806). Zde Sebastiani slavil úspěchy. Navázal vřelé vztahy k předním osobnostem Osmanské říše a i přátelské vztahy k sultánovi Selimu III. Dojednal alianci s Tureckem dle pokynů Napoleona a následně Turecká říše vyhlásila válku Rusku (7. prosince 1806). Dále se mu dařilo v tomto místě strategických zájmů a střetů velmocí diplomaticky manévrovat ku prospěchu Francie. V den jmenování vyslancem (2. května 1806) se Sebastiani oženil. Jeho vyvolenou se stala Antoniette Jeanne Francoise Franquetot de Coigny (všeobecně známa jako Fanny), dcera vévody z Coigny a vnučka maršála de Coigny. Manželka doprovázela svého muže na jeho vyslanecké misi a 14. dubna 1807 porodila dceru Francoise Alterice Rosalba (řečenou též Fanny). Matka však během šestinedělí zemřela na horečku omladnic (8. května 1807). Po sesazení Selima III. skončil i Sebastiani ve funkci vyslance a 27. dubna 1808 opustil Istanbul. Vrátil se do armády a 22. srpna 1808 stal se velitelem 4. sboru s posláním okupace Španělska. Nejprve byl podřízen velení maršála Lefebvra, ale v lednu 1809 jej ve velitelské funkci sám nahradil. Během španělského tažení svedl Sebastiani několik bitev mj. vítěznou bitvu u Ciudad Real (27. března 1809), bitvu nerozhodnou u Talavery (27. a 28. července 1809) a výrazně vítěznou bitvu u Almonacid (11. srpna 1809), po které byl nobilisován s titulem hrabě císařství (31. prosince 1809). Podle některých autorů Sebastiani plundroval katolické kostely a značně poškodil palác Alhambra. Sebastiani byl odvolán do Francie císařským rozkazem (10. května 1811) v souvislosti s přípravou tažení do Ruska. Během ruské kampaně byl nejprve postaven do čela kyrysnické divize, ale později se stal velitelem polské jízdy (2. jezdecký sbor). S nimi prožil neúspěchy u Drisy (15. července 1812) a u Inkova (8. srpna 1812). Poté se účastnil bitev u Smolenska (16. a 17. srpna 1812), Borodina (7. září 1812), načež jako jeden z prvních vtáhl 14. září 1812 do Moskvy. Při ústupu tvořil jeho 2. sbor předvoj armády. Během následujícího roku v německém tažení se Sebastiani účastnil významných bitev (Lützen 2. května 1813, Bautzen 21. května 1813). V bitvě u Lipska (16.-19. října 1813) byl těžce raněn kopím na hrudníku, ale čelo své kavalerie neopustil. Pak v bitvě u Hannau (30. a 31. října 1813) měl významný podíl na vítězství a poté velel zadnímu voji armády při ústupu do Francie. Během francouzské kampaně pak velel 3 plukům císařské gardy a bojoval udatně u Reims - 13. a 14. března 1814, Arcis-sur-Aube 20. a 21. března 1814, Saint Dizier - 26. března 1814.

## První restaurace, Sto dnů, Druhá restaurace
Po první abdikaci Napoleona se Horace Sebastiani podřídil Bourbonům a stal se rytířem řádu Svatého Ludvíka. Během Stodenního císařství se opět přidal k Napoleonovi a byl pověřen obranou Paříže. Po bitvě u Waterloo (18. června 1815) byl jedním z 6 členů deputace, která odcestovala do hlavního stanu spojenců v Haguenau a tam dojednala mír. Jeho pokusy o zmírnění osudu Napoleona byly však zcela bezvýsledné. Po krátké době emigrace ve Velké Británii se vrátil zpět do Francie (1816), ale byl s polovičním platem postaven mimo službu. Od roku 1819 se účastnil opět politického života byv zvolen do Poslanecké komory a tam byl spolu s generálem Foyem mluvčím levice. V plném uplatnění schopností mu bránil vleklý konflikt s ultraroyalistou hrabětem Villelem v letech 1821–1828 ministerským předsedou.

## Po červencové revoluci

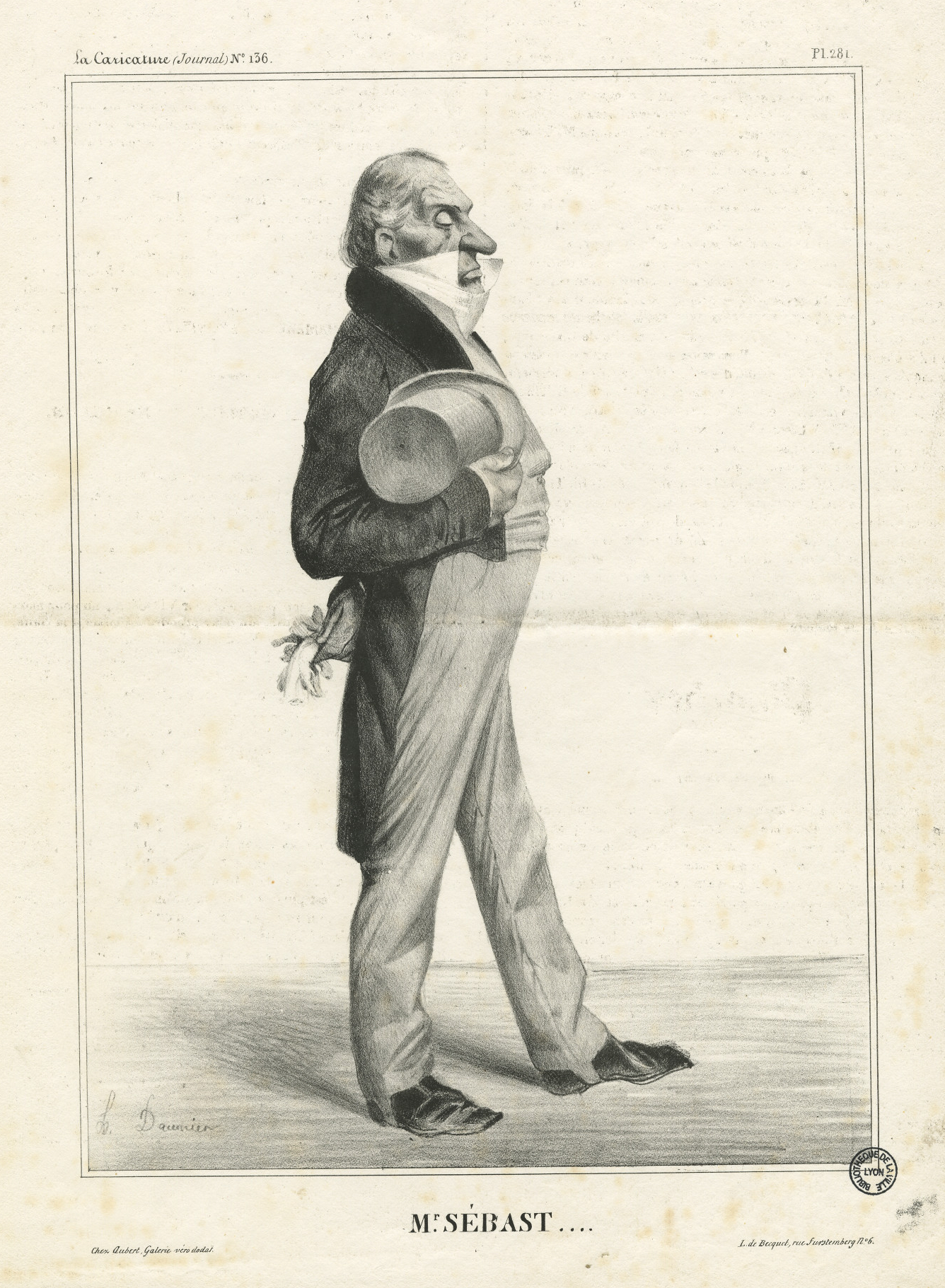
karikatura Horace Sebastianiho

Červencovou revoluci roku 1830 generál Sebastiani přivítal a podpořil královskou kandidaturu Ludvíka Filipa. Byl jmenován nejprve ministrem námořnictva (11. srpna 1830 – 17. listopadu 1830), poté ministrem zahraničí Francie a ve funkci setrval 2 roky (17. října 1830 – 11. října 1832). Roku 1833 byl Sebastiani uveden do funkce vyslance v Neapoli a v letech 1835–1840 zastával vyslanecký post ve Velké Británii. Roku 1840 obdržel nejvyšší vojenskou hodnost maršála Francie a poté pozvolna se stahoval do soukromí. Konec jeho života byl poznamenán strašnou tragédií. Jeho jediná dcera Fanny vstoupila roku 1825 do manželství s Charlesem vévodou de Praslin a ten ji roku 1847 zavraždil. Maršál Sebastiani zemřel náhle během snídaně, když již předtím prodělal několik atak drobných iktů. Je pochován v kryptě pařížské Invalidovny a jeho jméno je vyryto na Vítězném oblouku v Paříži.